# Salus Populi Romani
Salus Populi Romani (em português 'Protetora do Povo Romano') é um título dado no século XIX para o ícone bizantino de virgem com o Menino Jesus, tradicionalmente entende-se que seja do início da era cristã, mas a elaboração diferenciada das misturas cromáticas, que alterna a descrição caligráfica de vestes e acessórios com a construção estruturada de mãos e rostos, aproxima a pintura a produtos similares da Idade Média romana, situando-a, consequentemente, entre os séculos XI e XII, assim como os testes de espectroscopia Raman. A imagem está na Basílica de Santa Maria Maior, em Roma.
Durante a Epidemia de Peste bubônica, no século VI, o Papa Papa Gregório I levou o ícone em procissão pelas ruas de Roma, a fim de suplicar a Deus, pela intercessão de Maria, o fim da doença que assolava a Europa. À medida que o ícone passava, a cidade de Roma era livre da peste.
Conta-se que a certa altura, ouviu-se um coro, que cantava “Regina Coeli, laetare, Alleluia!” (Rainha do Céu, alegrai-vos, Aleluia!), ao que o Papa respondeu "Ora pro nobis Deum, Aleluia" (roga por nós a Deus, Aleluia!). 
Ela tem sido historicamente o mais importante ícone mariano em Roma, embora a devoção a ela tenha diminuído em relação a outras imagens (como a Nossa Senhora do Perpétuo Socorro). Ao longo dos séculos, recuperou um certo estatuto, especialmente por ser coroada pelo Papa Pio XII em 1954. O Papa Francisco rotineiramente venerava a imagem, após cada viagem internacional. Seu antecessor, o Papa Bento XVI venerou o Salus Populi Romani em diferentes ocasiões, pedindo a sua intercessão.
Em 2003, o Papa João Paulo II deu aos jovens da Jornada Mundial da Juventude (JMJ) uma cópia contemporânea deste antigo e sagrado ícone como símbolo de fé para ser levado pelo mundo, acompanhando a cruz da JMJ. “Hoje eu confio a vocês... o ícone de Maria. De agora em diante, ele vai acompanhar as Jornadas Mundiais da Juventude, junto com a cruz. Contemplem a sua Mãe! Ele será um sinal da presença materna de Maria próxima aos jovens que são chamados, como o apóstolo João, a acolhê-la em suas vidas” (Roma, 18ª Jornada Mundial da Juventude, 2003). 
Durante o pontificado do Papa Francisco, o título da Salus Populi Romani tornou-se mais conhecido, pois ele a venerava após cada viagem internacional. Durante a Pandemia de COVID-19, Francisco os católicos a adotarem como especial intercessora, e dedicou-lhe duas orações para implorar o fim da mesma pandemia. O ícone foi levado ao Vaticano em 2020, durante um momento extraordinário de oração, no adro da Basílica de São Pedro. Além disso, escolheu ser sepultado na Basílica de Santa Maria Maior, próximo ao ícone.
1. ↑  Relics by Joan Carroll Cruz 1984 ISBN 0-87973-701-8 page 96
2. ↑  Time Magazine, Nov 8th, 1954
3. ↑  Vatican Insider Fr. Lombardi: Concerns over Pope’s safety were unfounded
4. ↑  Vatican web Homage To The Immaculate At The Spanish Steps
5. ↑  Vatican web Visit at the Capitoline Hill
6. ↑  Zenit Benedict XVI on the Rosary Arquivado em 23 de outubro de  2008, no Wayback Machine.
7. ↑   Univ of Dayton Benedict XVI's Message to Rome Conference on Laity
8. ↑  News.va - Memória Histórica: De onde vieram os símbolos da JMJ?
9. ↑  «Momento extraordinário de oração presidido pelo Papa Francisco (27 de março de 2020)». www.vatican.va. Consultado em 3 de agosto de 2025